# Fabrice Lapierre
Fabrice Lapierre, född den 17 oktober 1983 i Réduit, Mauritius, är en australisk friidrottare som tävlar i längdhopp.
Lapierre genombrott kom när han blev silvermedaljör vid VM för juniorer 2002 med ett hopp på 7,74. Vid Samväldesspelen 2006 slutade han på en tredje plats efter att hoppat 8,10.
Han deltog även vid Olympiska sommarspelen 2008 emellertid räckte hans 7,90 inte till att ta sig vidare till finalomgången. Året 2008 avslutade han med att vinna guld vid IAAF:s World Athletics Final i Stuttgart där hans 8,14 räckte till seger. 
Han deltog vid VM 2009 i Berlin där han slutade på fjärde plats efter ett hopp på 8,14 meter. Han avslutade friidrottsårtiondet med att vinna guld vid IAAF World Athletics Final 2009.

## Personligt rekord
- Längdhopp - 8,78 meter från 2009